# St. Georg (Schneckenhofen)

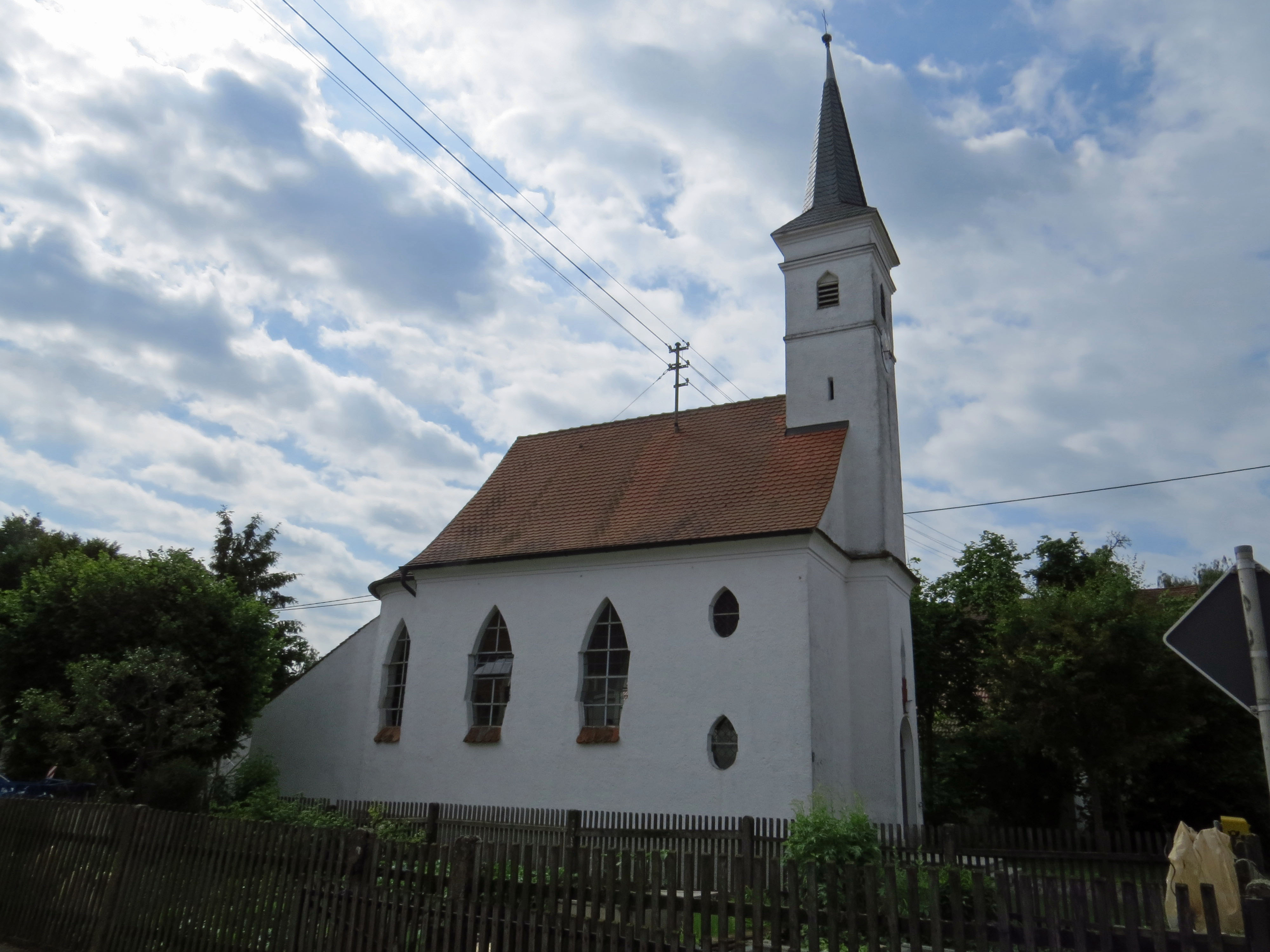
Kapelle St. Georg in Schneckenhofen

Die katholische Kapelle St. Georg in Schneckenhofen, einem Gemeindeteil von Bibertal im schwäbischen Landkreis Günzburg in Bayern, wurde 1924 errichtet. Die Kapelle an der Bubesheimer Straße 8 ist ein geschütztes Baudenkmal.

## Beschreibung
Der Bau wurde mit Teilen einer Anlage von 1752 errichtet. An das zweiachsige Langhaus schließt sich ein halbrunder Chor an. Der Westturm mit Spitzhelm ist mit Schiefer gedeckt. Im Jahr 1956 erfolgte der Anbau einer Sakristei an den Chor.
Der barocke Altar stammt aus dem Vorgängerbau.